# Hai môn phối hợp Bắc Âu tại Thế vận hội Mùa đông 2006
Hai môn phối hợp Bắc Âu tại Thế vận hội Mùa đông 2006 (Nordic combined) là một trong một số nhỏ bộ môn chỉ được thi đua giữa phái nam tại Thế vận hội. Đây là bộ môn hỗn hợp trượt tuyết băng đồng với nhảy ski (ski jumping).

## Bảng huy chương
|   | Quốc gia  | Vàng | Bạc | Đồng | Tổng |
| - | --------- | ---- | --- | ---- | ---- |
| 1 | Áo        | 2    | 1   | 0    | 3    |
| 2 | Đức       | 1    | 1   | 1    | 3    |
| 3 | Na Uy     | 0    | 1   | 1    | 2    |
| 4 | Phần Lan  | 0    | 0   | 1    | 1    |
|   | Tổng cộng | 3    | 3   | 3    | 9    |

|   | Huy chương | Vận động viên            | Thời giờ |
| - | ---------- | ------------------------ | -------- |
| 1 | Vàng       | Georg Hettich (Đức)      | 39:44,6  |
| 2 | Bạc        | Felix Gottwald (Áo)      | +9,8     |
| 3 | Đồng       | Magnus Moan (Na Uy)      | +16,2    |
| 4 |            | Petter Tande (Na Uy)     | +16,3    |
| 5 |            | Jaakko Tallus (Phần Lan) | +17,3    |
| 6 |            | Sebastian Haseney (Đức)  | +51,1    |
| 7 |            | Björn Kircheisen (Đức)   | +1:10,5  |
| 8 |            | Todd Lodwick (Hoa Kỳ)    | +1:12,0  |

|   | Huy chương | Vận động viên              | Thời giờ |
| - | ---------- | -------------------------- | -------- |
| 1 | Vàng       | Felix Gottwald (Áo)        | 18:29,0  |
| 2 | Bạc        | Magnus Moan (Na Uy)        | +5,4     |
| 3 | Đồng       | Georg Hettich (Đức)        | +9,6     |
| 4 |            | Jason Lamy-Chappuis (Pháp) | +22,5    |
| 5 |            | Jaakko Tallus (Phần Lan)   | +29,1    |
| 6 |            | Petter Tande (Na Uy)       | +30,1    |
| 7 |            | Björn Kircheisen (Đức)     | +36,7    |
| 8 |            | Ronny Ackermann (Đức)      | +38,7    |

## 4 × 5 km đội
|   | Huy chương | Vận động viên                                                                       | Thời giờ |
| - | ---------- | ----------------------------------------------------------------------------------- | -------- |
| 1 | Vàng       | Michael Gruber, Christoph Bieler, Felix Gottwald, Mario Stecher (Áo)                | 49:42,6  |
| 2 | Bạc        | Björn Kircheisen, Georg Hettich, Ronny Ackermann, Jens Gaiser (Đức)                 | +15,3    |
| 3 | Đồng       | Antti Kuisma, Anssi Koivuranta, Jaakko Tallus, Hannu Manninen (Phần Lan)            | +26,8    |
| 4 |            | Ronny Heer, Jan Schmid, Andreas Hurschler, Ivan Rieder (Thụy Sĩ)                    | +1:22,3  |
| 5 |            | François Braud, Ludovic Roux, Jason Lamy-Chappuis, Nicolas Bal (Pháp)               | +1:32,0  |
| 6 |            | Takahashi Daito, Kitamura Takashi, Kobayashi Norihito, Hatakeyama Yosuke (Nhật Bản) | +1:43,4  |
| 7 |            | Johnny Spillane, Carl van Loan, Bill Demong, Todd Lodwick (Hoa Kỳ)                  | +1:59,9  |
| 8 |            | Ladislav Rygl, Pavel Churavy, Ales Vodsedalek, Tomas Slavik (Cộng hòa Séc)          | +4:05,9  |